# Симьон, Марьян
Марьян Симьон (рум. Marian Simion, род. 14 сентября 1975, Бухарест) — румынский боксёр, чемпион мира (1999) среди любителей, призёр Олимпийских игр 2000 года, чемпионатов мира (1997 и 2001) и Европы (1996, 1998 и 2002). Старший брат чемпиона мира по боксу Дореля Симиона. Почётный гражданин Бухареста (2000).
Награждён кавалерским крестом ордена «За верную службу» (2000) и орденом «За спортивные заслуги» I степени (2004).